# Саут-Інгліш (Айова)
Саут-Інгліш (англ. South English) — місто (англ. city) в США, в окрузі Кіокак штату Айова. Населення — 202 особи (2020).

## Географія
Саут-Інгліш розташований за координатами 41°27′7″ пн. ш. 92°5′26″ зх. д. / 41.45194° пн. ш. 92.09056° зх. д. (41.452083, -92.090512).  За даними Бюро перепису населення США в 2010 році місто мало площу 0,78 км², уся площа — суходіл.

## Демографія
Згідно з переписом 2010 року, у місті мешкало 212 осіб у 88 домогосподарствах у складі 58 родин. Густота населення становила 273 особи/км².  Було 101 помешкання (130/км²).
Расовий склад населення:
| - 99,1 % — білих |

До двох чи більше рас належало 0,9 %. Частка іспаномовних становила 1,9 % від усіх жителів.
За віковим діапазоном населення розподілялося таким чином: 29,2 % — особи молодші 18 років, 59,0 % — особи у віці 18—64 років, 11,8 % — особи у віці 65 років та старші. Медіана віку мешканця становила 37,3 року. На 100 осіб жіночої статі у місті припадало 116,3 чоловіків;  на 100 жінок у віці від 18 років та старших — 111,3 чоловіків також старших 18 років.
Середній дохід на одне домашнє господарство  становив 51 375 доларів США (медіана — 48 750), а середній дохід на одну сім'ю — 57 411 долар (медіана — 53 056). Медіана доходів становила 41 364 долари для чоловіків та 30 781 долар для жінок. За межею бідності перебувало 5,2 % осіб, у тому числі 7,5 % дітей у віці до 18 років та 0,0 % осіб у віці 65 років та старших.
Цивільне працевлаштоване населення становило 140 осіб. Основні галузі зайнятості: виробництво — 19,3 %, освіта, охорона здоров'я та соціальна допомога — 19,3 %, роздрібна торгівля — 12,9 %, мистецтво, розваги та відпочинок — 10,7 %.